# Pseudarista decelusalis
Pseudarista decelusalis là một loài bướm đêm trong họ Noctuidae.